# Jaffrey (New Hampshire)
Jaffrey is een gemeente in het Amerikaanse gebied Cheshire County, New Hampshire.
De eerste bewoners vestigden in 1736 de plaats Rowley-Canada op de plaats waar Jaffrey nu ligt. Dit waren soldaten uit Rowley, Massachusetts die oorlog gevoerd hadden in Canada. In 1749 werd de naam veranderd in Monadnock No. 2, waarna het in 1773 officieel vernoemd werd naar George Jaffrey, lid van een invloedrijke familie uit Portsmouth.
Thorndike Pond ligt in het noorden en Contoocook Lake ligt in het zuiden van Jaffrey. Via Contocook River is Contocook Lake verbonden met de Merrimack River. Mount Monadnock is het hoogste punt in Jaffrey.

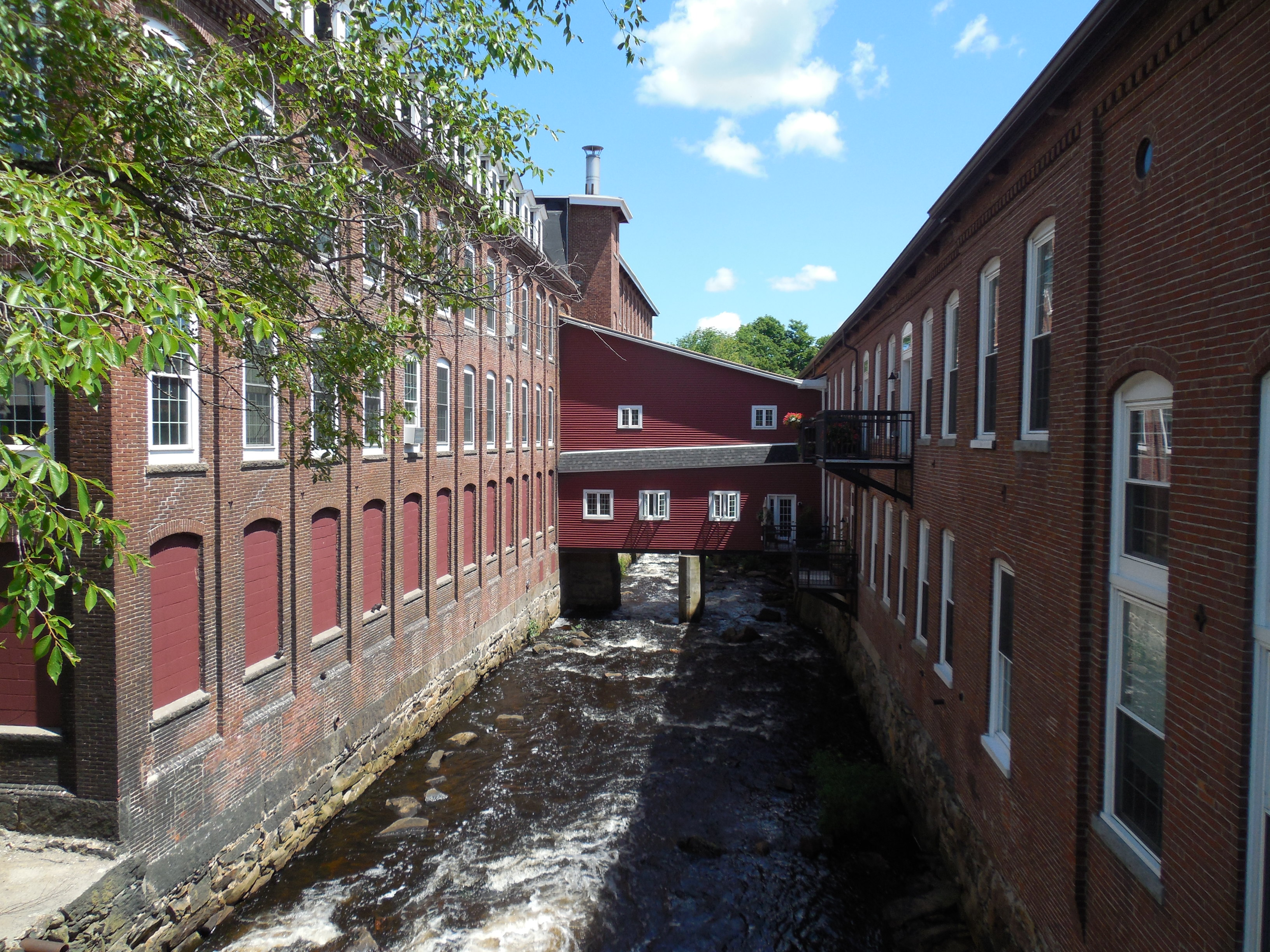
Contoocook River in Jaffrey